# جویباره

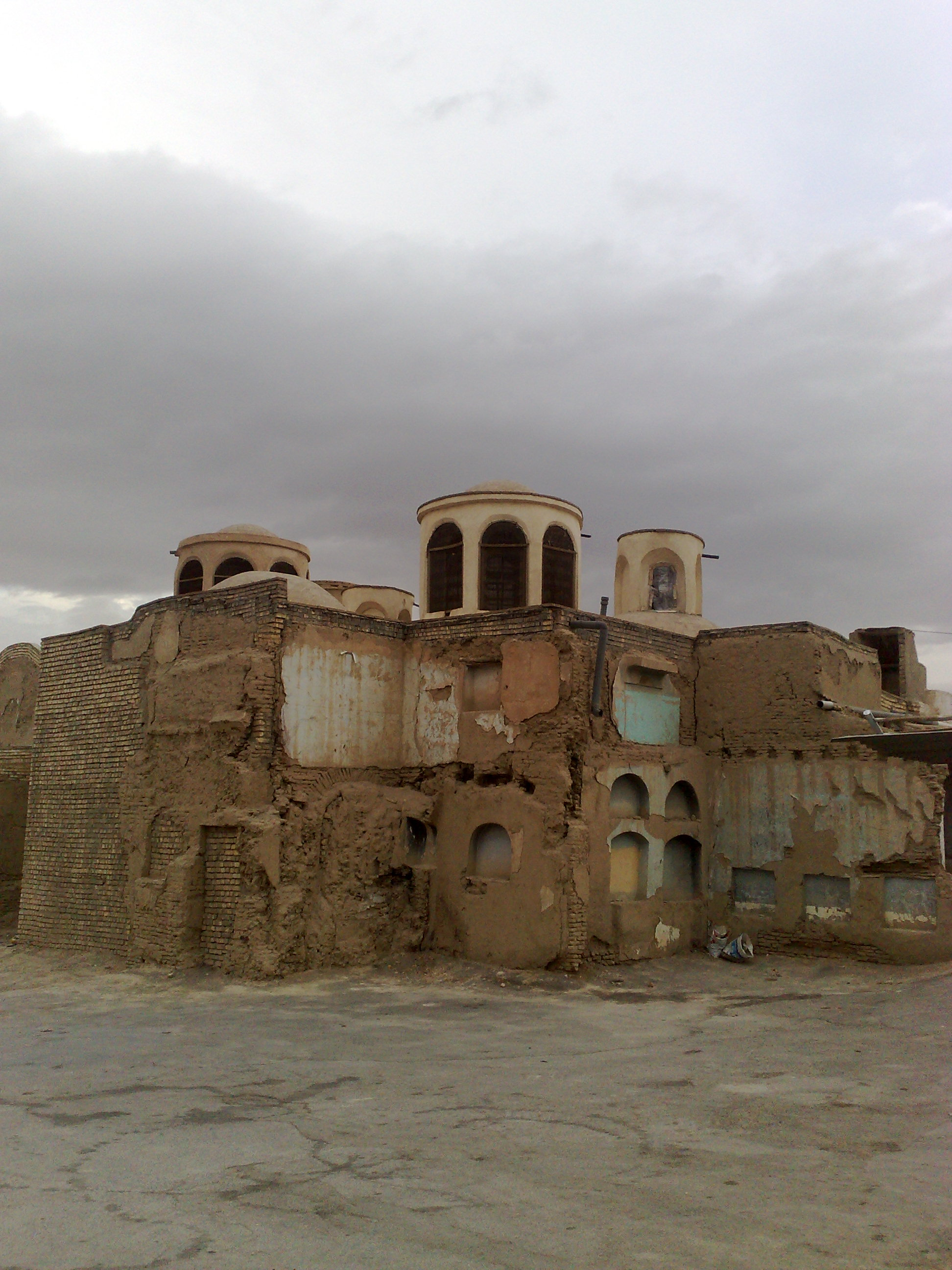
کنیسه بزرگ و کنیسه جماعتی

محلهٔ تاریخی جویباره یا جوباره محله‌ای در اصفهان است که با ویژگی‌های منحصر به فرد خود، یکی از مهم‌ترین هسته‌های فرهنگی و گردشگری شهر اصفهان محسوب می‌شود. جوباره اصلی‌ترین هستهٔ اولیهٔ شهر اصفهان است که منشأ آن به حکومت هخامنشی بازمی‌گردد. محلهٔ جوباره محلهٔ اصلی یهودیان اصفهان است، در دوره‌های گذشته محله‌ای یهودی‌نشین بود اما امروزه اکثر یهودیان این محله مهاجرت کرده‌اند.
محلهٔ جوباره در شمال شرقی اصفهان قرار دارد که از شمال به میدان قدس، از جنوب به خیابان ولیعصر ، از غرب به خیابان علامه مجلسی و میدان امام علی و از شرق به خیابان سروش محدود می‌شود. محور جوباره از میدان امام علی اصفهان (میدان کهنه) و بازار غاز شروع می‌شود و با گذر از محلهٔ جویباره به مجموعهٔ کنیسه‌ها، مقبرهٔ کمال‌الدین، دو منار دارالضیافه و سرانجام خیابان کمال می‌رسد و از طریق پارک کمال‌الدینْ اسماعیل به منار ساربان و بازارچهٔ میرزا باقر و از آنجا به منار چهل‌دختران منتهی می‌شود که محورهای دسترسی مرکز شهر سلجوقی به دروازهٔ اصفهان قدیم بوده و از لحاظ قدمت از قدیمی‌ترین محورهای موجود است.
جمعیت این محله (بلوک آماری) در سال ۱۴۰۱، ۲۲۶۷ نفر با تراکم ۶۲ نفر در هر کیلومتر مربع بوده است.

## تاریخچه
زمانی که کورش بزرگ بابِل را گرفت و یهودیان را از اسارتِ نبوکدنصر شاه بابل نجات داد، شماری از یهودیان به فلسطین بازگشتند و شماری دیگر از آنها به اصفهان آمدند و در این منطقه که به «دارالیهود» و یا «یهودیه» نامگذاری شد، اسکان یافتند. این منطقه در کنار منطقهٔ «جِی» یا «گِی» بود که بعدها این دو منطقه به یکدیگر متصل شدند و شهر اصفهان را ایجاد کردند. ابن فقیه همدانی تاریخدان ایرانی قرن دهم میلادی می‌نویسد:
وقتی یهودیان از بیت‌المقدس کوچانده شدند و از دست نبوکدنصر (شاه بابل) فرار کردند، به همراه خود نمونه‌ای از خاک و آب شهر مقدس را داشتند. آن‌ها هیچ محلی را برای سکونت انتخاب نکردند بدون اینکه قبل از آن خاک و آب آن را بررسی کنند. آن‌ها اینکار را ادامه دادند تا به شهر اصفهان رسیدند. در آنجا استراحت کرده و خاک و آب آن را بررسی کردند و یافتند که آب و خاک آن مشابه بیت المقدس است. پس از آن، آنجا ساکن شدند، شروع به کاشت در زمین کردند، و همانجا فرزندان و نوادگان خود را بزرگ کردند و امروزه نام این منطقه یهودیه است.
این روایت توسط تاریخدانان دیگری نظیر موسِس خورِناتسی، اصطخری، ابن حوقَل، مقدسی، یاقوت حَمَوی، ابوالفدا و ابن خلدون نیز عیناً تکرار شده‌است.

## بناهای تاریخی
از جمله بناهای تاریخی این محله به میدان امام علی، مسجد جامع اصفهان، سرای نور، آرامگاه کمال‌الدینْ اسماعیل، خانه‌های قدیمی متعلق به یهودیان و کنیسه‌ها می‌توان اشاره کرد. همچنین مناره‌هایی مانند مناره ساربان، دو منارهٔ دارالضیافه، منار چهل‌دختران و منار مسجد علی در این محله قرار دارند که دیرینگی برخی از مناره‌ها به دورهٔ سلجوقی می‌رسد.